# Svazek obcí mikroregionu Kolínské Zálabí
Svazek obcí mikroregionu Kolínské Zálabí je dobrovolný svazek obcí podle zákona v okresu Kolín, jeho sídlem jsou Býchory a jeho cíle jsou v rozsahu uvedeném v § 50 zákona č. 128/2000 Sb. o obcích. Sdružuje celkem 12 obcí.

## Obce sdružené v mikroregionu
- Býchory
- Dománovice
- Jestřabí Lhota
- Konárovice
- Němčice
- Ohaře
- Ovčáry
- Polní Chrčice
- Tři Dvory
- Veletov
- Volárna
- Žehuň